# Лен Есау
Леонард Есау (англ. Leonard Esau, нар. 16 березня 1968, Мідоу-Лейк, Саскачеван) — канадський хокеїст, що грав на позиції захисника. Грав за збірну команду Канади.

## Ігрова кар'єра
Професійну хокейну кар'єру розпочав 1990 року.
1988 року був обраний на драфті НХЛ під 86-м загальним номером командою «Торонто Мейпл-Ліфс».
Протягом професійної клубної ігрової кар'єри, що тривала 12 років, захищав кольори команд «Торонто Мейпл-Ліфс», «Квебек Нордікс», «Калгарі Флеймс» та «Едмонтон Ойлерс».
Загалом провів 27 матчів у НХЛ.
Виступав за збірну Канади.